# Vilhelm II av England
Vilhelm II, Vilhelm Rufus ("Vilhelm den röde", ett tillnamn han kan ha fått från sitt utseende eller från sin blodiga regim), eng. William II, William Rufus, fr. Guillaume Le Roux, född ca 1056, död 2 augusti 1100, var kung av England från 1087. Han var Vilhelm Erövraren och Matilda av Flanderns näst äldste son och bror till hertig Robert II av Normandie och Henrik I av England.
Även om Vilhelm var en skicklig soldat var han en grym härskare och ogillades av dem han styrde över. Enligt Anglosaxiska krönikan, var han hatad av nästan alla i sitt folk. Det är dock inte förvånande att den tidens historieskrivare hade en negativ bild att förmedla av honom, då många av de skrivkunniga på denna tid var kyrkans män, mot vilka Rufus stred hårt och länge. Vilhelm själv tycks ha varit en prålig person och hans regeringstid präglades av hans stridslystna temperament. Han varken gifte sig eller hade några utomäktenskapliga barn, och det har antagits att han var homosexuell.

## De tidiga åren
Vilhelms exakta födelsedatum är okänt men det var någon gång mellan 1056 och 1060. Han föddes i sin fars hertigdöme Normandie, vilket skulle ärvas av hans äldre bror Robert Curthose. Faderns favoritson Vilhelm efterträdde honom på Englands tron, men det fanns alltid en fiendskap mellan Vilhelm Rufus och hans äldsta bror, även om de enades 1091 efter ett kuppförsök av deras yngste bror Henrik.
Förhållandet mellan de tre bröderna hade aldrig varit utmärkt. Orderic Vitalis beskriver en händelse som utspelade sig vid Laigle 1077 då Vilhelm och Henrik som tröttnat på att spela tärning bestämde sig för att busa med sin storebror och hällde illaluktande vatten på honom från övervåningen, vilket gjorde honom rasande och skämde ut honom.

## Utseende

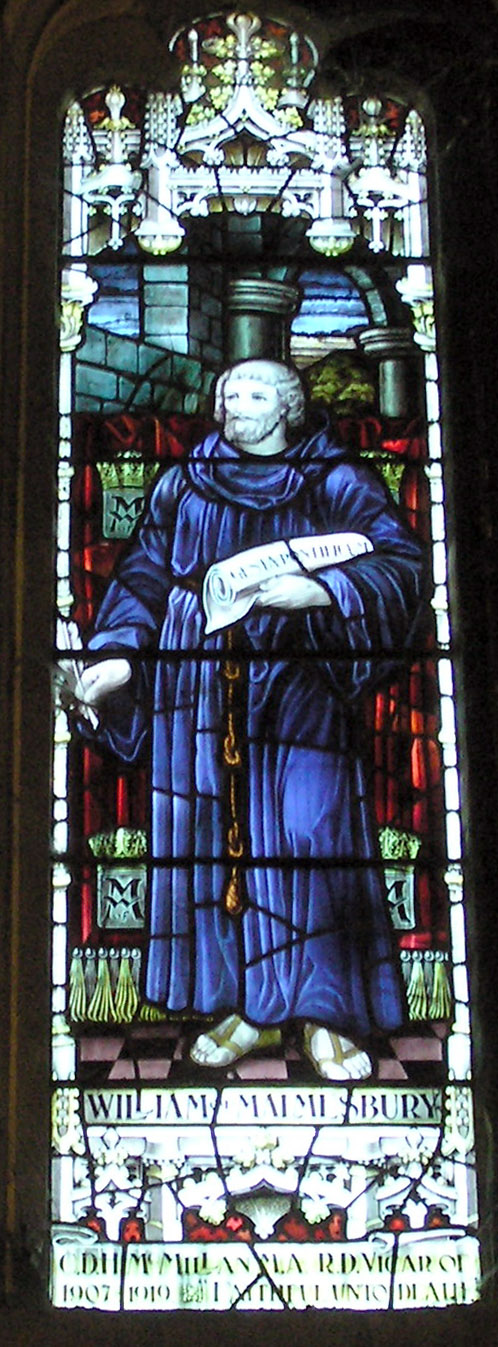
William av Malmesbury var en av historieskrivarna som beskrev Vilhelm Rufus

Enligt William av Malmesbury, var Vilhelm Rufus "satt och muskulös med en framskjutande mage, en sprätt iklädd senaste mode, dock överdrivet, han bar sitt blonda långa hår i mittbena som lämnade pannan bar, och i hans röda koleriska ansikte fanns ögonen i ljusspräckliga ombytliga färger" (Barlow).

## England och Frankrike
Uppdelningen av Vilhelm Erövrarens land i två delar innebar ett dilemma för de adelsmän som innehade landområden på båda sidor av kanalen. Eftersom bröderna var fiender, oroade sig adeln för att de riskerade att inte kunna göra båda sina herrar till lags, och riskerade att förlora den enes välvilja, eller bådas. Den enda lösningen, så som de såg det, var att åter ena England och Normandie under en härskare. Strävan mot detta mål ledde dem till en revolt, Upproret 1088, mot Vilhelm Rufus, under ledning av den mäktige biskopen Odo av Bayeux, som var halvbror till Vilhelm Erövraren. Vilhelm vann dock engelsmännens stöd genom löften om bättre styre och slog ned upproret, och säkrade sin auktoritet under denna osäkra tid i början av sin regeringstid. 1090 invaderade han Normandie, krossade Roberts trupper och tvingade honom att ge upp en del av sitt land. De båda enades och Vilhelm lovade att hjälpa Robert att återfå land som han förlorat till Frankrike, särskilt Maine.

## Maktstrider
En stor del av Vilhelms regeringstid ägnades åt fejder med kyrkan. Efter ärkebiskop Lanfrancs död 1089, lade han beslag på kyrkliga intäkter som han inte hade rätt till, något som mötte stark kritik. 1093 blev Anselm av Canterbury ärkebiskop av Canterbury vilket ledde till en lång period av fiendskap mellan kyrkan och staten. Vilhelm och Anselm var oense i en mängd kyrkofrågor och i oktober 1097 landsförvisades Anselm. Problemet mildrades för Vilhelm då han kunde göra anspråk på intäkterna från ärkebiskopsätet i Canterbury så länge som Anselm var borta från landet, vilket han var fram till Vilhelms efterträdare, Henriks regeringstid.
1095 ville inte Robert de Mowbray, earl av Northumbria komma till Vilhelms hov, vilket fick Vilhelm att skicka en armé för att besegra och fängsla honom. En annan adelsman, William av Eu, blev också anklagad för förräderi och gjordes blind och kastrerades. Samma år genomförde Vilhelm II en misslyckad räd in i Wales. Han försökte igen 1097 utan att lyckas. Han återvände till Normandie 1097, och fram till 1099 genomförde han fälttåg mot Frankrike, och säkrade norra Maine, men misslyckades med att erövra den franskkontrollerade delen av Vexinregionen. Vid sin död planerade han att ockupera Akvitanien i sydvästra Frankrike.
Vilhelm bråkade även med den skotske kungen, Malcolm III, och tvingade honom visa vördnad 1091 och grep gränsstaden Carlisle 1092. Efter Malcolms död 1093 fick han dock kontroll över den skotska tronen genom att stötta Edgar Æthelings strävan att ersätta Malcolm III:s bror Donald Bane med sin brorson, som också hette Edgar. Den nykrönte kung Edgar, som styrde Skottland 1097 - 1107, hade Vilhelm att tacka för sin position.
1096 gick Vilhelms bror Robert med i Första korståget. Han behövde pengar för att finansiera detta och pantsatte sitt hertigdöme till Vilhelm för 10 000 marker, en summa som var ungefär en fjärdedel av Vilhelms årliga inkomst. Vilhelm samlade ihop pengarna genom att belägga hela England med en kraftig, och mycket avskydd, specialskatt. Vilhelm styrde Normandie under Roberts bortavaro. Han kom inte tillbaka förrän i september 1100, en månad efter Vilhelms död.

## Vilhelm II:s hov
Vilhelm Rufus hade ett beryktat förakt för kyrkan och hans mest passionerade förtalare fanns bland prästerskapet. Eadmer beskriver två händelser då William Rufus antingen övertygade konverterade judar att återgå till judendomen, eller försökte göra det. Under sina gräl med Anselm av Canterbury sade kungen att "han hatade honom mycket igår, att han hatade honom mycket idag och att han skulle hata honom mer och mer imorgon och varenda dag".
William av Malmesbury beskrev Vilhelm Rufus hov fyllt av feminina unga män i extravaganta kläder med tillgjord gång i böjda skor. Orderic Vitalis nämner "de otuktiga och sodomiter" som gynnades under Vilhelms Rufus regeringstid, och påpekar gillande att då Henrik blev kung var en av hans första åtgärder att se till att hovmännen klippte sitt långa hår.

## Vilhelm II:s ovanliga död

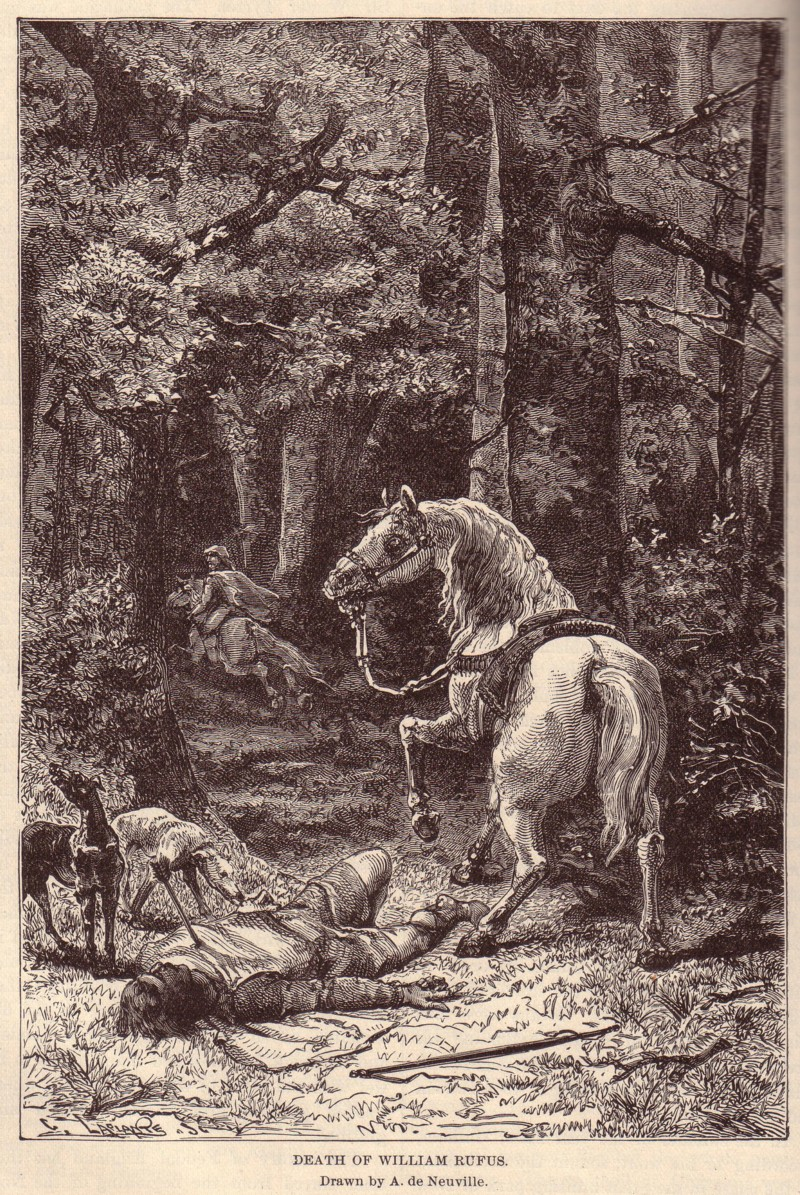
Vilhelm Rufus död, litografi, 1895

Den mest minnesvärda händelsen i Vilhelm Rufus liv var kanske hans död, som skedde under en jakt i New Forest. Han dödades av en pil genom hjärtat, men omständigheterna är oklara.
En vacker augustidag 1100 gav sig Vilhelm iväg på en jaktutflykt i New Forest. Orderic Vitalis beskriver förberedelserna inför jakten:
...en vapensmed kom in och visade honom (Rufus) sex pilar. Kungen tog genast emot dem med stor belåtenhet, berömde hantverket, omedveten om vad som skulle komma att ske, behöll han fyra av dem själv och höll fram de två kvarvarande till Walter Tyrrel... och sade Det är inte mer än rätt att de skarpaste ska ges till den man som kan skjuta de dödligaste skotten.
Under den följande jakten spreds sällskapet ut då de jagade sitt byte och Vilhelm och Walter Tirel (eller Tyrell), lord av Poix, skildes från de övriga. Det var sista gången Vilhelm Rufus sågs i livet.
Vilhelm återfanns nästa dag av en grupp lokala bönder, liggande död i skogen med en pil genom bröstkorgen. Vilhelms kropp hade lämnats av adelsmännen då han fallit, eftersom med kungen dog rikets lag och ordning och alla flydde hem till sina gods för att säkra sina egna intressen.
Legenden säger att det blev upp till en lokal träkolsbrännare vid namn Purkis att dra kungens lik till katedralen i Winchester på sin kärra.
Enligt historieskrivarna var inte Vilhelms död ett mord. Walter och Vilhelm hade jagat tillsammans då en av Walters pilar av misstag träffat Vilhelms bröst istället för den kronhjort han hade siktat på. 
Walter hade försökt att hjälpa honom, men inte kunnat göra något. Rädd för att han skulle anklagas för mord, fick Walter panik och kastade sig på hästen och flydde. En version av denna berättelse ges av William av Malmesbury i Chronicle of the Kings of the English (c. 1128):
Dagen innan han dog drömde kungen att han kom till himlen. Han vaknade plötsligt. Han beordrade att ett ljus skulle tändas och förbjöd sina tjänare att lämna honom. Nästa dag begav han sig till skogen... Få personer åtföljde honom... Walter Tirel förblev med honom, medan de andra jagade. Solen var på väg att gå ned, då kungen spände sin båge och släppte iväg en pil som lätt skadade en passerande hjort... Hjorten sprang fortfarande. Kungen följde den länge med blicken och höll upp handen för att inte bländas av solen. I den stunden beslutade sig Walter för att döda en annan hjort. Herregud! Pilen genomborrade kungens bröst.
Då han fick pilen i bröstet sa inte kungen ett ord, men han bröt av pilskaftet... Detta påskyndade hans död. Walter kom genast springande, men då han hittade honom livlös, kastade han sig på sin häst och flydde ytterst hastigt. Det var visserligen ingen som förföljde honom; vissa hjälpte honom under flykten; andra tyckte synd om honom.
Kungens kropp placerades på en kärra och transporterades till katedralen i Winchester... blod rann från liket hela vägen. Han begravdes i tornet. Nästa år rasade tornet samman. Vilhelm Rufus dog 1100... fyrtio år gammal. Han var en man som föraktades av prästerskapet... han hade en själ som de inte kunde frälsa... Han älskades av sina soldater med hatades av folket som han utsatte för plundring.
I vissa historieskrivares ögon var en sådan Force majeure ett rättvist slut för en ond kung. Genom århundraderna har det dock flera gånger antytts att det nog var någon av Vilhelms många fiender som var inblandade i denna ovanliga händelse. Även historieskrivare från den tiden påpekar att det inte vore troligt att en så skicklig skytt som Walter skulle ha avfyrat ett sådant hetsigt skott. Vilhelms bror, Henrik, som hörde till jaktsällskapet den dagen, gynnades av dödsfallet då han kort tid därefter kröntes till kung.
Abbot Suger, en annan historieskrivare, var Tirels vän och skyddade honom i exil i Frankrike. Han skrev senare: 
En viss adelsman, Walter Tirel, påstås ha skjutit kungen med en pil; men jag har ofta hört honom säga, att han hade inget att vara rädd för eller hoppas på och högtidligt svära på att han inte var i den delen av skogen där kungen jagade, eller ens såg honom i skogen på hela dagen.

## Rufusstenen
En sten känd som Rufusstenen (the Rufus Stone) markerar den plats där somliga tror att han föll.
Inskriptionen på Rufusstenen lyder:
Här stod eken, på vilken en pil som sköts av Sir Walter Tyrell mot en hjort, studsade och träffade kung Vilhelm den andra, med tillnamnet Rufus, i bröstet, och han dog omedelbart den andra dagen i augusti anno 1100. Kung Vilhelm den andra, med tillnamnet Rufus, som hade dödats som tidigare beskrevs, lades i en kärra, tillhörande en Purkis, och drogs härifrån, till Winchester, och begravdes i katedralskyrkan i den staden. 

## Antavla
|                     |  |  |  |  |  |  |  |                     |  |  |  |  |  |  |  |                       |  |  |  |  |  |  |  | Rikard II av Normandie |
|                     |  |  |  |  |  |  |  |                     |  |  |  |  |  |  |  |                       |  |  |  |  |  |  |  |                        |
|                     |  |  |  |  |  |  |  |                     |  |  |  |  |  |  |  | Robert I av Normandie |  |  |  |  |  |  |  |                        |
|                     |  |  |  |  |  |  |  |                     |  |  |  |  |  |  |  |                       |  |  |  |  |  |  |  |                        |
|                     |  |  |  |  |  |  |  |                     |  |  |  |  |  |  |  |                       |  |  |  |  |  |  |  | Judit av Bretagne      |
|                     |  |  |  |  |  |  |  |                     |  |  |  |  |  |  |  |                       |  |  |  |  |  |  |  |                        |
|                     |  |  |  |  |  |  |  | Vilhelm Erövraren   |  |  |  |  |  |  |  |                       |  |  |  |  |  |  |  |                        |
|                     |  |  |  |  |  |  |  |                     |  |  |  |  |  |  |  |                       |  |  |  |  |  |  |  |                        |
|                     |  |  |  |  |  |  |  |                     |  |  |  |  |  |  |  |                       |  |  |  |  |  |  |  | Fulbert av Falaise     |
|                     |  |  |  |  |  |  |  |                     |  |  |  |  |  |  |  |                       |  |  |  |  |  |  |  |                        |
|                     |  |  |  |  |  |  |  |                     |  |  |  |  |  |  |  | Herleva               |  |  |  |  |  |  |  |                        |
|                     |  |  |  |  |  |  |  |                     |  |  |  |  |  |  |  |                       |  |  |  |  |  |  |  |                        |
|                     |  |  |  |  |  |  |  |                     |  |  |  |  |  |  |  |                       |  |  |  |  |  |  |  | Doda                   |
|                     |  |  |  |  |  |  |  |                     |  |  |  |  |  |  |  |                       |  |  |  |  |  |  |  |                        |
| Henrik I av England |  |  |  |  |  |  |  |                     |  |  |  |  |  |  |  |                       |  |  |  |  |  |  |  |                        |
|                     |  |  |  |  |  |  |  |                     |  |  |  |  |  |  |  |                       |  |  |  |  |  |  |  | Balduin IV av Flandern |
|                     |  |  |  |  |  |  |  |                     |  |  |  |  |  |  |  |                       |  |  |  |  |  |  |  |                        |
|                     |  |  |  |  |  |  |  |                     |  |  |  |  |  |  |  | Balduin V av Flandern |  |  |  |  |  |  |  |                        |
|                     |  |  |  |  |  |  |  |                     |  |  |  |  |  |  |  |                       |  |  |  |  |  |  |  |                        |
|                     |  |  |  |  |  |  |  |                     |  |  |  |  |  |  |  |                       |  |  |  |  |  |  |  | Otgiva av Luxemburg    |
|                     |  |  |  |  |  |  |  |                     |  |  |  |  |  |  |  |                       |  |  |  |  |  |  |  |                        |
|                     |  |  |  |  |  |  |  | Matilda av Flandern |  |  |  |  |  |  |  |                       |  |  |  |  |  |  |  |                        |
|                     |  |  |  |  |  |  |  |                     |  |  |  |  |  |  |  |                       |  |  |  |  |  |  |  |                        |
|                     |  |  |  |  |  |  |  |                     |  |  |  |  |  |  |  |                       |  |  |  |  |  |  |  | Robert II av Frankrike |
|                     |  |  |  |  |  |  |  |                     |  |  |  |  |  |  |  |                       |  |  |  |  |  |  |  |                        |
|                     |  |  |  |  |  |  |  |                     |  |  |  |  |  |  |  | Adele av Frankrike    |  |  |  |  |  |  |  |                        |
|                     |  |  |  |  |  |  |  |                     |  |  |  |  |  |  |  |                       |  |  |  |  |  |  |  |                        |
|                     |  |  |  |  |  |  |  |                     |  |  |  |  |  |  |  |                       |  |  |  |  |  |  |  | Constance av Arles     |
|                     |  |  |  |  |  |  |  |                     |  |  |  |  |  |  |  |                       |  |  |  |  |  |  |  |                        |

## Vilhelm Rufus i skönlitteraturen
William Rufus är en av huvudpersonerna i Valerie Anands historiska roman, King of the Wood (1989).
Vilhelm II är indirekt ämnet i två historiska romaner av George Shipway, The Paladin och The Wolf Time. Huvudpersonen i romanerna är Walter Tirel (eller Tyrell) Vilhelms antagne mördare, och huvudtråden i boken handlar om huruvida det var ett lönnmord beställt av Henrik.